# Kartenmaler
Kartenmaler waren ursprünglich Hersteller und Vervielfältiger von ganzseitigen, zum Teil handkolorierten Holzschnitttafeln mit Darstellungen aus der Bibel, aus Heiligenlegenden usw.
Bald bezeichnete man mit diesem Wort Personen, die sich auf analoge Weise mit Landkarten befassten, d. h. Kartografen, sowie Personen, die sich entsprechend mit Spielkarten befassten, d. h. Spielkartenmaler.
Kartenmaler gehörten – ähnlich wie Maler, Bildschnitzer, und Glaser – zur Kramer- bzw. Schreinerzunft.